# Route départementale 31 (Essonne)
Pour les articles homonymes, voir Route départementale 31.
La route départementale 31 est une route départementale située dans le département français de l'Essonne et dont l'importance est aujourd'hui restreinte à la circulation routière locale. Elle assure la liaison entre La Ferté-Alais au sud, en suivant la vallée de l'Essonne, la Seine et la vallée de l'Yerre au nord.

## Itinéraire
La route départementale 31 commence son parcours à La Ferté-Alais dans la vallée de l'Essonne et s'achève à Yerres dans la vallée de l'Yerres, à la frontière avec le département du Val-de-Marne.
- La Ferté-Alais, elle commence son parcours en centre-ville où elle est numérotée RD 831 puisque liée à la route départementale 83 menant à Melun. Elle emprunte sous l'appellation Rue Eugène Millet le tracé de la route départementale 449.
- Cerny, elle entre sur le territoire en traversant l'Essonne et devient l' Avenue Carnot jusqu'à l'intersection avec la route départementale 191 où elles deviennent l' Avenue d'Arpajon. Elles quittent le territoire en se séparant de la RD 191.
- Itteville, elles entrent à l'extrême sud en prenant l'appellation Route de La Ferté-Alais puis se séparent, le RD 449 conservant la dénomination, la RD 31 rencontre au nord du bourg la route départementale 74 avec laquelle elle partage le tracé sous l'appellation de Route de Ballancourt puis elles rencontrent la route départementale 8, la RD 31 suit son tracé sous l'appellation Route de Saint-Vrain jusqu'à la frontière communale où elle traverse la Juine.
- Saint-Vrain, elle entre par le sud-est et se sépare de la RD 8 pour rejoindre la route départementale 17 sous l'appellation Route de Bouchet jusqu'à la frontière où les deux voies se distinguent.
- Vert-le-Petit, elle entre à l'extrême sud-ouest de la commune sans dénomination puis sort à l'ouest en marquant la frontière avec Leudeville.
- Vert-le-Grand, elle entre par le sud où elle rencontre la route départementale 26 qui partage son tracé jusqu'à la partie est du bourg et ressort au nord du territoire.
- Bondoufle, elle entre par le sud avec l'appellation Route de Vert-le-Grand puis suit une déviation sous la dénomination Rue de Paris, traverse le Rond-point Pasteur puis passe au-dessus de la route nationale 104 pour devenir l' Avenue Irène et Frédéric Joliot-Curie.
- Ris-Orangis, elle entre par le sud et conserve sa dénomination, elle passe au-dessus de l'autoroute A6 puis devient la Rue Pierre Brossolette jusqu'à son arrivée à l'intersection avec la route nationale 7 dont elle emprunte le tracé sous les dénominations Rue Albert Rémy et Avenue de la Libération. Elle s'en distingue et devient la Rue Edmond Bonté jusqu'à traverser la Seine par le Pont de Champrosay.
- Draveil, elle prend l'appellation de Rue de Ris jusqu'à l'intersection avec la route départementale 448 dont elle partage le tracé sous l'appellation d' Avenue Henri Barbusse jusqu'à la quitter à proximité de l'hôpital Joffre-Dupuytren. Elle devient alors la Rue Eugène Delacroix puis Avenue de l'Europe et la Rue Waldeck-Rousseau avant de quitter le territoire.
- Vigneux-sur-Seine, elle traverse le territoire d'ouest en est avec la dénomination d' Avenue de la Tourelle.
- Montgeron, elle devient l' Avenue Charles de Gaulle, traverse la Place Mireille Valeau puis passe sous la route nationale 6, elle change ensuite de dénomination pour être la Rue René Cassin puis croise la route départementale 50 et devient la Rue du Général Pierre Lelong puis la Rue d'Yerres puis traverse la ligne classique Paris - Marseille utilisée par la ligne D du RER d'Île-de-France.
- Yerres, elle devient la Rue de Concy puis rejoint la route départementale 32 pour traverser l'Yerre par le Pont du 18 juin 1940 sous l'appellation Rue Marc Sangnier puis Rue Charles de Gaulle. Elles se séparent face à la mairie pour devenir la Rue René Coty puis l' Avenue de la Grange. Elle achève son parcours avec cette appellation en commun avec la route départementale 94 à la frontière avec Limeil-Brevannes dans le Val-de-Marne.

## Pour approfondir